# Susana Torre
Susana Torre (sinh năm 1944) là một kiến trúc sư, nhà phê bình và nhà giáo dục người Mỹ gốc Argentina, sinh sống tại tại thành phố New York (1968-2008) và tại Carboneras, Almeria, Tây Ban Nha (từ năm 2009). Torre đã phát triển một sự nghiệp kết hợp mối quan tâm lý thuyết của người Hồi giáo với thực tiễn xây dựng thực tế và thiết kế kiến trúc và đô thị với việc dạy và viết. Torre là người phụ nữ đầu tiên được mời thiết kế một tòa nhà ở Columbus, IN, một thị trấn nổi tiếng quốc tế với bộ sưu tập các tòa nhà được thiết kế bởi các kiến trúc sư nổi tiếng.
Năm 1977 Torre đã tổ chức và quản lý triển lãm lớn đầu tiên của các kiến trúc sư phụ nữ Mỹ, và biên tập cuốn sách Women in American Architecture: A góc nhìn lịch sử và đương đại. Triển lãm đã mở tại Bảo tàng Brooklyn vào năm 1977 và đi qua Hoa Kỳ và đến Hà Lan. Triển lãm và cuốn sách cùng tên, do cô biên tập và cô đã đóng góp ba bài tiểu luận, tiên phong làm việc trong lĩnh vực này. Torre cũng là người đồng sáng lập Heresies, Tạp chí Nữ quyền về Nghệ thuật và Chính trị; là thành viên của tập thể biên tập Heresies 2: Các mô hình truyền thông và không gian; và Heresies 11: Làm phòng: Phụ nữ trong kiến trúc; và phục vụ trong ban biên tập của Chrysalis trong giai đoạn 1976-1978.

## Đầu đời và sự nghiệp
Susana Torre sinh ra ở Puan, tỉnh Buenos Aires, Argentina, là con cả trong ba người con của Alfonso A. Torre, một nhà kinh tế và Amelia E. Silva, một giáo viên của trường. Sau cái chết của cha cô khi cô 8 tuổi, gia đình chuyển đến La Plata, gần Buenos Aires, nơi cô theo học các trường công lập cho đến khi bắt đầu việc học của mình cho khóa học. Arch. tại Trường Kiến trúc và Quy hoạch, Đại học de La Plata và Đại học de Buenos Aires, nơi cô nhận được vào năm 1968. Năm trước khi tốt nghiệp Torre được chọn để đại diện cho Argentina tại Hội nghị Thiết kế Quốc tế năm 1967 ở Aspen, Colorado và cũng giành được học bổng từ Quỹ Edgar Kaufmann Jr. cho phép cô thực hiện một chuyến đi du học trên khắp Hoa Kỳ. Khi trở về Argentina, cô đã thành lập Phòng thiết kế của Bảo tàng Nghệ thuật tỉnh de Bellas ở La Plata, nơi đầu tiên của bất kỳ bảo tàng nào ở Mỹ Latinh. Khi còn là một sinh viên, Torre đã thiết kế một tòa nhà chung cư sáu tầng ở La Plata cho nhân viên ngân hàng David Graiver và cũng đã xây một ngôi nhà nhỏ cho mình và người chồng đầu tiên, họa sĩ Alejandro Puente, ở City Bell.
Torre trở về Mỹ vào năm 1968 để hoàn thành công việc sau đại học về các ứng dụng máy tính cho kiến trúc tại Trường Kiến trúc và Quy hoạch của Đại học Columbia. Tại thành phố New York, cô đã liên kết với Bảo tàng kiến trúc nghệ thuật hiện đại năm 1971 với tư cách là thành viên của Quỹ Edward John Noble và làm việc trong một dự án nghiên cứu về Định cư đô thị mới tại Viện nghiên cứu kiến trúc và đô thị ở New York.